# 313 (số)
313 (ba trăm mười ba) là một số tự nhiên ngay sau 312 và ngay trước 314. 

## Trong cuộc sống
Trong cuộc sống, 313 là một số:
- Số may mắn
- Số tự mãn

## Trong toán học
313 là một số:
- Số nguyên tố
- Số nguyên tố sinh đôi cùng với 311 (số)
- Số nguyên tố chính quy
- Số nguyên tố Palindrome trong cả hệ thập phân và hệ nhị phân.